# Львовский завод автопогрузчиков
Львовский завод автопогрузчиков ("Автонавантажувач") — промышленное предприятие Львова (Украина), существовавшее в 1948—2000 годах.

## История

### 1948—1991

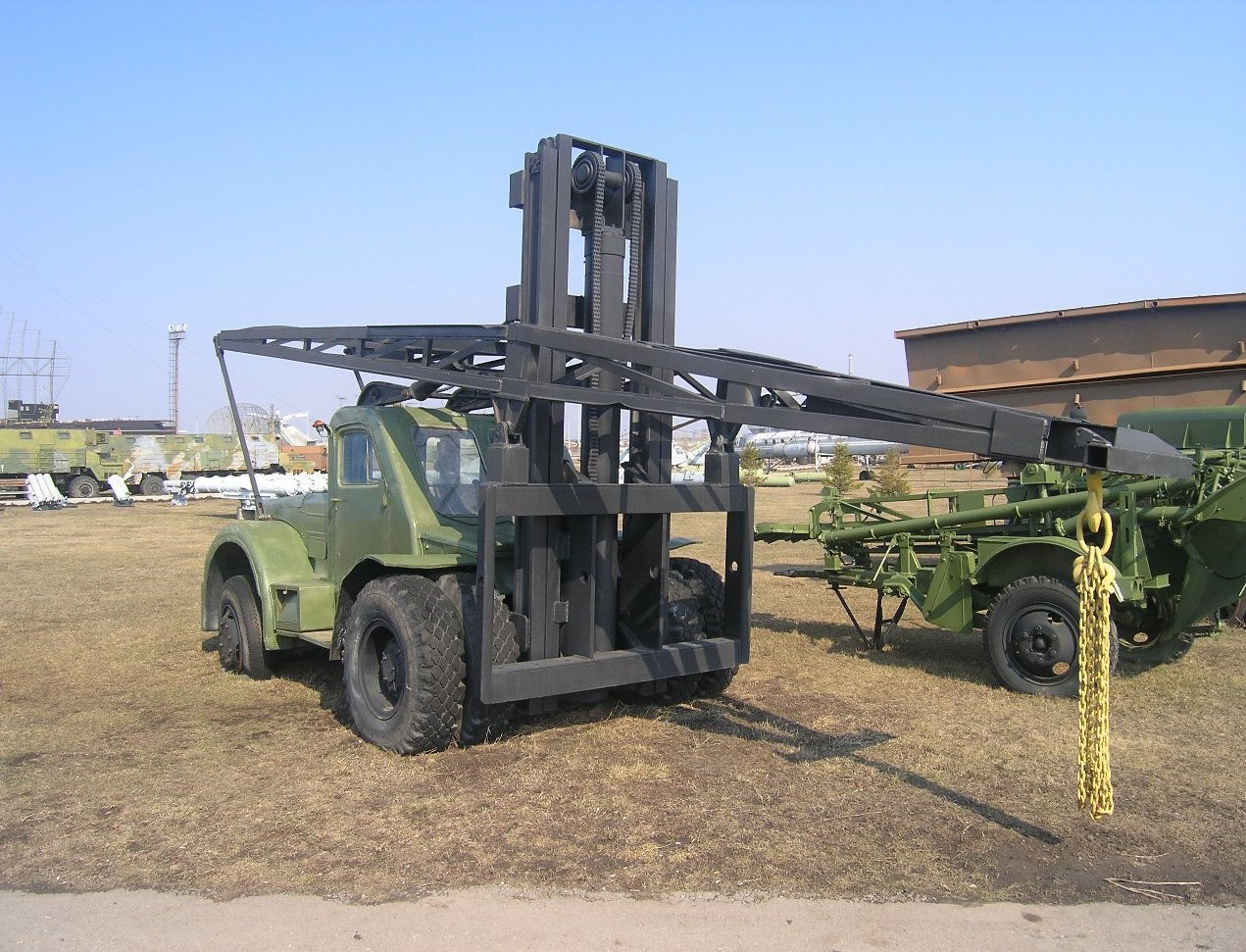
ЛЗА 4008М

24 апреля 1948 года Совет Министров СССР принял постановление «Об организации массового производства автопогрузчиков для механизации погрузо-разгрузочных работ на транспорте и в промышленности», в соответствии с которым в 1948 году был построен и введён в эксплуатацию Львовский завод автопогрузчиков. Существенную помощь в создании завода оказали Горьковский автомобильный завод и Куйбышевский завод подшипников. Уже в 1949 году завод начал серийный выпуск продукции.
В 1950 году завод начал выпуск автопогрузчика модели 4000М.
В 1951 году завод начал серийный выпуск 5-тонного погрузчика под индексом 4003.
В 1957 году завод освоил гидрокран ЛЗАП-4030 грузоподъемностью 500 кг, устанавливавшийся на шасси ЗИЛ-164, а впоследствии и ЗиЛ-130.
В 1960-е гг. завод освоил выпуск тяжёлых 10-тонных автопогрузчиков серии 4008.
В 1962 году Львовскому совнархозу был передан недостроенный завод стиральных машин в городе Дрогобыч. Завершённый на 70 % объект общей площадью около 10 000 м² был включён в состав предприятия как цех № 36 Львовского завода автопогрузчиков, здесь освоили выпуск запасных частей для автомобильных кранов.
С 1962 года и до середины 1980-х годов завод параллельно с Ивановским автокрановым заводом выпускал компактный войсковой кран модели 8Т-210 для нужд МО СССР, грузоподъёмностью 6,3 т на шасси Урал-375..
10 ноября 1965 года цех № 36 был выделен из состава завода в самостоятельное предприятие — Дрогобычский автокрановый завод Министерства строительного, дорожного и коммунального машиностроения СССР.
В 1966 году рабочий завода М. Г. Вахула за участие в освоении и выпуске новых моделей автопогрузчиков и досрочное выполнение заданий 7-го пятилетнего плана стал Героем Социалистического Труда.
В 1972 году началась реконструкция предприятия.
В связи с расширением социологических исследований, для социального развития коллектива при ГСКБ завода был создан отраслевой центр с группой психологов, который выполнял исследования по нескольким направлениям (основными направлениями работы являлись «Совершенствование социальной структуры коллектива», «Совершенствование управления трудовым коллективом», «Повышение оплаты труда и улучшение социально-культурных и жилищно-бытовых условий рабочих и служащих», «Улучшение условий и охраны труда, укрепление здоровья трудящихся»).
В 1973 году Львовская и Ульяновская области начали социалистическое соревнование за досрочное выполнение 9-го пятилетнего плана. В результате в течение 1973 года завод сверх плана изготовил 85 автопогрузчиков. В течение 1974 года завод ежедневно выпускал 50 автопогрузчиков. В 1974 году производственная кооперация завода связывала его со 123 другими предприятиями из 11 республик СССР.
Только в период с основания завода до конца 1974 года рабочими и сотрудниками завода были сделаны свыше 200 рационализаторских предложений, при этом некоторые из предложений и разработок завода (приспособление для шлифования внутренней поверхности цилиндра с помощью шарикоподшипников, приспособление для шлифования чугунных сферических изделий и др.) были внедрены на других предприятиях.
После введения в строй новых производственных мощностей в 1970-е годы завод стал основным производителем автопогрузчиков в социалистических странах, были достигнуты максимальные объёмы производства — 20 тысяч автопогрузчиков в год.
К 1975 году выпускаемые заводом автопогрузчики использовались в 26 странах мира.
В 1979 году завод стал головным предприятием львовского производственного объединения «Автопогрузчик».
К 1980 году завод имел полный комплекс заготовочных, обрабатывающих, сборочных и вспомогательных цехов, освоил выпуск 3—10-тонных автопогрузчиков и гидрокранов (при этом большинство деталей изготавливалось на предметно-замкнутых специализированных участках, с применением прогрессивных методов механической обработки, автоматической и полуавтоматической сварки).
В 1980 году на заводе началось создание автоматизированной системы управления производством.
К началу 1988 года в дополнение к 5-тонному погрузчику серии 4085 завод освоил серийное производство 12,5-тонного фронтального универсального автопогрузчика серии 4018.
К концу 1980-х годов на замену семейства автопогрузчикам серии 4085 были разработаны автопогрузчики 4088 грузоподъёмностью 5 тонн, 6,3 тонны и 7 тонн. К 1989 году на заводе была построена первая опытная партия автопогрузчиков 4088 в количестве 5 машин, которые были направлены в опытную эксплуатацию. Поскольку автопогрузчики создавались по программе производственной кооперации предприятий СССР со странами СЭВ, в их конструкции использовались двигатели Д-240 Минского тракторного завода и гидрообъемный рулевой механизм болгарского производства.
В 1991 году завод представил модель 4092-01 грузоподъёмностью 2 тонны и модель 4094 грузоподъёмностью 1,6 тонн.

### После 1991
После 1991 года завод был преобразован в закрытое акционерное общество и существенно сократил выпуск продукции (если в советское время объёмы производства составляли около 12 тыс. автопогрузчиков в год, то в 1999 году было выпущено 250 автопогрузчиков). 

#### ЗАО «Автопогрузчик»
В 2000 году завод был признан банкротом, производство перемещено из Львова на резервную площадку за городом в пгт. Шкло, и его преемником стало ЗАО «Автопогрузчик», которое в мае возобновило производство, выйдя к концу года на выпуск 70 едниниц в месяц.
В 2007 году положение предприятия ухудшилось, завод увеличил убытки в 1,9 раз.
В 2010 году в отношении ЗАО «Автопогрузчик» было возбуждено дело о банкротстве по иску районного пенсионного фонда, и в конце 2012 года предприятие было признано банкротом.
В январе 2008 года Фонд государственного имущества Украины принял решение о продаже государственного пакета акций завода и в июле 2008 года — начал подготовку к продаже, однако до начала 2012 года продать их не удалось. 
В январе 2012 года ФГИУ вновь выставил на продажу 57,39 % акций завода.
4 сентября 2012 года вступил в силу закон Украины «Об индустриальных парках», в соответствии с которым Львовский городской совет выделил для создания индустриального парка земельный участок площадью 25 га в пределах промышленной зоны «Рясне-2» (на этом участке расположены завод «Автопогрузчик» и другие крупные промышленные предприятия).

## Продукция
В общей сложности, в период с начала деятельности завода в 1948 году до начала ноября 2000 года завод освоил производство 30 видов автопогрузчиков.